# Auguste Mathieu (peintre)
Pour les articles homonymes, voir Mathieu.
Ne pas confondre avec la personnalité politique Auguste Mathieu.
Auguste Mathieu né le 19 août 1807 à Dijon et mort le 21 décembre 1863 à Paris est un peintre, graveur et lithographe français.

## Biographie
Auguste Mathieu naît le 19 août 1807 à Dijon.
On ignore dans quelles circonstances Auguste Mathieu, fils d'une ouvrière lyonnaise, s'est installé à Paris et est devenu l'élève de Pierre-Luc-Charles Ciceri. Toujours est-il qu'il expose au Salon dès l'âge de 26 ans en 1833 et ce jusqu'en 1863, année de sa mort. À la suite de Ciceri, il entreprend plusieurs séjours en Allemagne où il peint de nombreuses vues d'architectures civiles ou religieuses qu'il reproduira par la lithographie. Il parcourt également la France où il peint de nombreux monuments et scènes de genre qu'il présente dans des expositions organisées par des sociétés artistiques locales.
Membre de la Société des artistes français et de la Société orientale de Paris, Auguste Mathieu meurt à son domicile parisien rue Chaptal le 21 décembre 1863,,. À peine trois mois plus tard, en mars 1864, le contenu de son atelier est vendu aux enchères à l'Hôtel Drouot. Le catalogue de la vente comportait notamment des œuvres des peintres flamands Jacobus van Artois, Thomas van Apshoven et Lambrecht van Noort ainsi que deux plaques en émail de Limoges d'époque Renaissance.

## Expositions
Salon de Paris

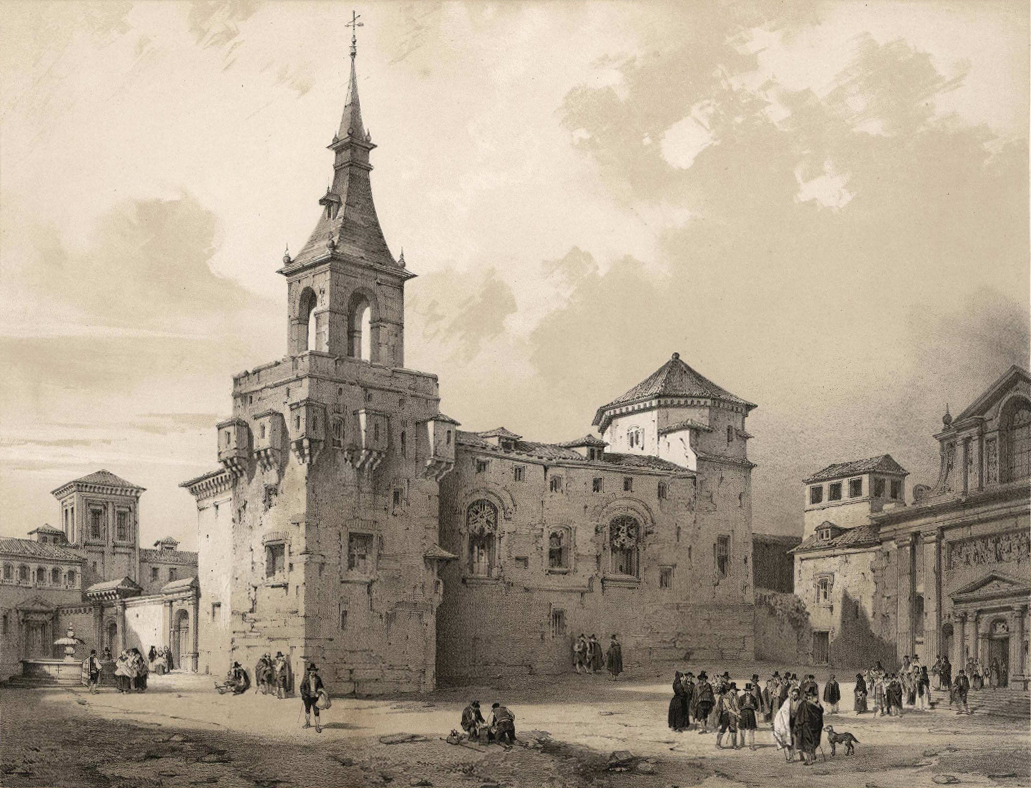
Palais des Archevêques d'Alcalá de Henares, lithographie d'Auguste Mathieu d'après un dessin de Jenaro Pérez Villaamil (1850), publiée dans España artística y monumental.

- 1833 : Les Montagnes de la Forêt-Noire (n° 1701) ; Une laveuse, vue prise à Strasbourg (n° 1702)[6].
- 1835 : Paysage.
- 1840 : Intérieur de l'église Saint-Laurent à Nuremberg (aquarelle) ; Vue extérieure de l'église Notre-Dame et de la Belle Fontaine (Schöne Brunnen) à Nuremberg (aquarelle).
- 1841 : Peter Fischer et sa famille (n° 1412) ; Vue extérieure de l'église d'Ulm (n° 1413) ; Vue extérieure de la chapelle de Saint-Vest sur le Hradschin à Prague (n° 1414).
- 1842 : Intérieur de l'église Saint-Nicolas de Brou (n° 1342)[7].

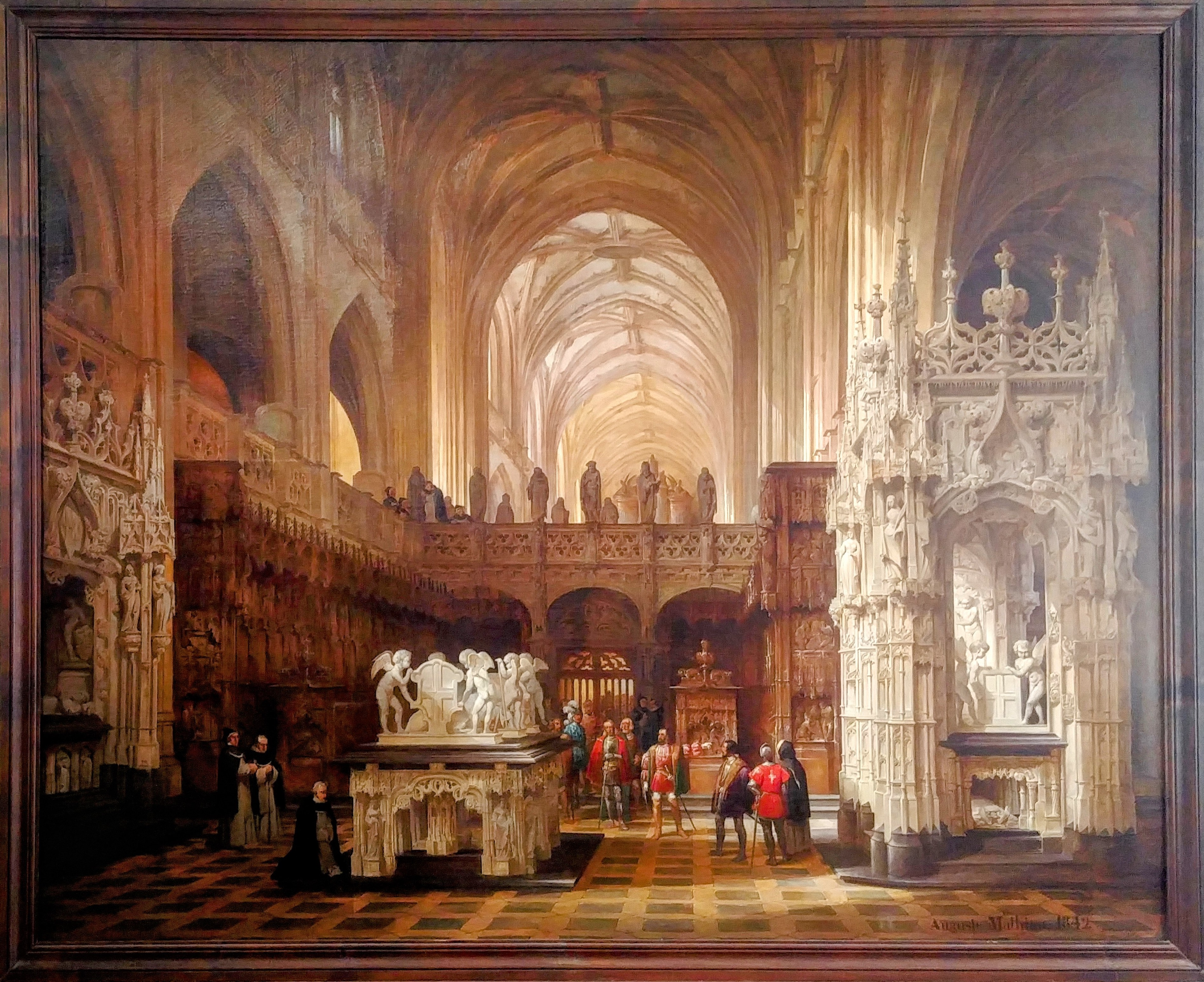
Le roi François Ier en visite au monastère royal de Brou, 1842

- Le roi François Ier en visite au monastère royal de Brou, 18421844 : Ratisbonne, souvenir d'Allemagne ; Nuremberg, souvenir d'Allemagne ; Andernach, souvenir d'Allemagne.
- 1845 : Église Saint-Laurent à Nuremberg, vue prise du transept (n° 1178) ; Souvenir de Picardie (n° 1179)[8].
- 1847 : Une salle du musée de Dijon (n° 396).
- 1850 : 
  - Intérieur de la cathédrale d'Ulm (n° 2151) ;
  - Souvenir de Picardie (n° 2152) ;
  - Intérieur de la cathédrale d'Angoulême (n° 2153)[9]; Cadre contenant trois essais de lithographie (n° 3902)[10].
- 1852 : Église Saint-Laurent à Nuremberg, maison mystique d'Adam Kraft (n° 888) ; Souvenir d'Ulm. Intérieur (n° 889)[11],[12].
- 1853 : Vue du tombeau de l'empereur Napoléon Ier aux Invalides (n° 813)[13].
- 1854 : Souvenir de Picardie (n° 168).
- 1857 : Vue de la Grande place de Prague et de l'ancien Hôtel de Ville (n° 1862) ; Le Samedi, souvenir de Nuremberg (n° 1863)[14] ; Vue du chœur de la cathédrale de Munich et du tombeau de Louis le Bavarois, empereur d'Allemagne en 1314.
- 1859 : Intérieur de l'église Saint-Géréon à Cologne (n° 2117) ; Transept de la cathédrale d'Ulm (n° 2118) ; La Marchande de marée, intérieur de ferme normande (pays de Caux) (n° 2119) ; Église Saint-Paul à Issoire, souvenir d'Auvergne (n° 2120)[15].
- 1863 : L'Église Saint-Laurent à Nuremberg ; Chapelle de l'hospice du Mont-Saint-Bernard.

Exposition archéologique et artistique de Moulins
- 1852 : Une convalescence (n° 219) ; La Cuisine pour les pauvres (n° 220)[16].

,Exposition de la Société des amis des arts de La Rochelle :
- 1853 : Souvenir de Picardie (n° 175)[17].

Exposition de la Société des amis des arts de Chalon-sur-Saône
- 1854 : Souvenir de Picardie (n° 168)[18]

Exposition artistique de Caen
- 1855 : Intérieur d'une église de village (souvenir de Picardie) (n° 157)[19].

Exposition de la Société des amis des arts du Limousin
- 1862 : Souvenir de Picardie (n° 250) ; Église de Bournoncle (Auvergne) (n° 251)[20].

## Œuvres dans les collections publiques
Bourg-en-Bresse, musée municipal
- Intérieur de l'église Saint-Nicolas de Brou (Salon de 1842). Achat et dépôt de l'État[21].

Dijon, musée des Beaux-Arts
- Vue intérieure de la salle des tombeaux des ducs de Bourgogne (Salon de 1847). Achat et dépôt de l'État[22].

Langres, musée d'Art et d'Histoire
- Intérieur de l'église Saint-Géréon à Cologne (Salon de 1859). Achat et dépôt de l'État[23].

Paris, Bibliothèque nationale de France
- Paris dans sa splendeur. Hôtel de Ville. Salle du Trône (lithographie)[24] ;
- Bar-sur-Aube. Église Saint-Pierre. Vue prise derrière le choeur (lithographie)[25] ;
- Langres. Cathédrale Saint-Mammès. Vue du choeur et de la grande nef prise du fond de la chapelle de la Vierge (lithographie)[26] ;
- Mosquée au Kaire (lithographie)[27].

Reims, musée des Beaux-Arts
- Vue de la Grande place de Prague et de l'ancien Hôtel de Ville (Salon de 1857). Achat et dépôt de l'État[28].

## Récompense et distinction
- Médaille de 3e classe décernée par le jury de peinture du Salon de 1842.
- Chevalier de la Légion d'honneur, décret du 15 juillet 1859.